# Horváth János (atléta)
Horváth János László (Koroncó, 1938. július 7. – Budapest, 1970. június 23.) magyar rúdugró- és tízpróba bajnok atléta.

## Sportpályafutása
1955-től az Újpesti Dózsa sokszoros válogatott atlétája, rúdugró.
A rúdugrás magyar bajnoka : 1957, 1958, 1959, 1962-ben és a tízpróba magyar bajnoka 1958-ban.

## Sporteredményei
Kisbérről került a Sashegyi Arany János Gimnáziumba, ahol 1956-ban színjelessel érettségizett. Ekkor ismerkedett meg az atlétikával az Újpesti Dózsa színeiben. 17 évesen kezdte a rúdugrást az egykori rúdugró Kovács Ferenc edző keze alatt. Rohamosan fejlődött, 1957-ben 415 cm-re javította az országos ifjúsági rekordot, amelyet addig éppen a mestere tartott.   
1959. május 16-án már országos rúdugrócsúcsot javított a Vasas-pályán 440 cm-es eredménnyel, ahol az a helyzet állt elő, hogy nem tudott tovább ugrani, mert az alumíniumrúd elgörbült. Ez a 440 cm egyben az olimpiai szint is volt a római olimpiára való kijutáshoz. Az előző csúcs 435 cm volt, a következő csúcsot 2 év múlva Miskei János (Bp. Honvéd) javította 442 centiméterre.   
Horváth János a rúdugrást még bambuszrúddal kezdte, majd a svéd gyártmányú acél és alumíniumrudak jöttek divatba, amihez új ugrótechnikákat kellett megtanulni. Ekkor írta Peterdi Pál újságíró a Képes Sport VI. évf. 34. számában (1959. augusztus 25.) a Népstadion-beli magyar atlétikai bajnokságról:  
„A magyar ugrósportot ez idő szerint Horváth János jelenti. Ő olimpiai méretű tehetség – spartakiád szabású rúddal. Ezt már valóban kín volt nézni. Nekiment a 442-nek, a magassága 450-re (talán többre is) »jó« volt. Azután fenn, a szellős magasban, a holtponton egyszerre csak meghajolt a rúd, és ráejtette őt a lécre. Van rúd, amely 450-es ugrókat 460-ra lő fel. Van másmilyen rúd, amely 450-es ugrókat 440-re ejt le. Jancsinak ilyen rúdja van, és ezért nincs a magyar atlétikának 450-es ugrója. Tényleg ilyen rosszul állnánk?”  
Az alumíniumrudak a használatban idővel elfáradtak. Hamarosan úgynevezett üvegszálas rudakkal ugrottak külföldön, amit akkoriban nagyon nehéz volt behozni Magyarországra. A rúdugrás olyan technikai sport, ahol méretezni kell a rudat az ugró magasságához, súlyához, gyorsaságához, még a karja hosszúsága is fontos, hogy milyen magasan tudja a rudat fogni. Horváth is kapott egy üvegszálas rudat, amit rossz méretezése miatt (túl vastag falú volt) meghajlítani sem lehetett. Hiába csiszolták kívülről, a rúd csak törékennyé vált. Ekkor még merev rudakkal, salakos nekifutón, homokba érkezve ugrottak (amit ugrás után mindig felástak, lazítottak, hogy ne legyen olyan kemény az érkezés), csak később jött a habszivacs és a tartán – a salak és homok helyett.
A rúdugrást a rudak új minősége forradalmasította. Nem lehet összehasonlítani a ma használatos szuperrugalmas (sky-pole) rudakkal elért teljesítményeket az 1960 előtti rúdugróeredményekkel.

## Nemzetközi viadalokon

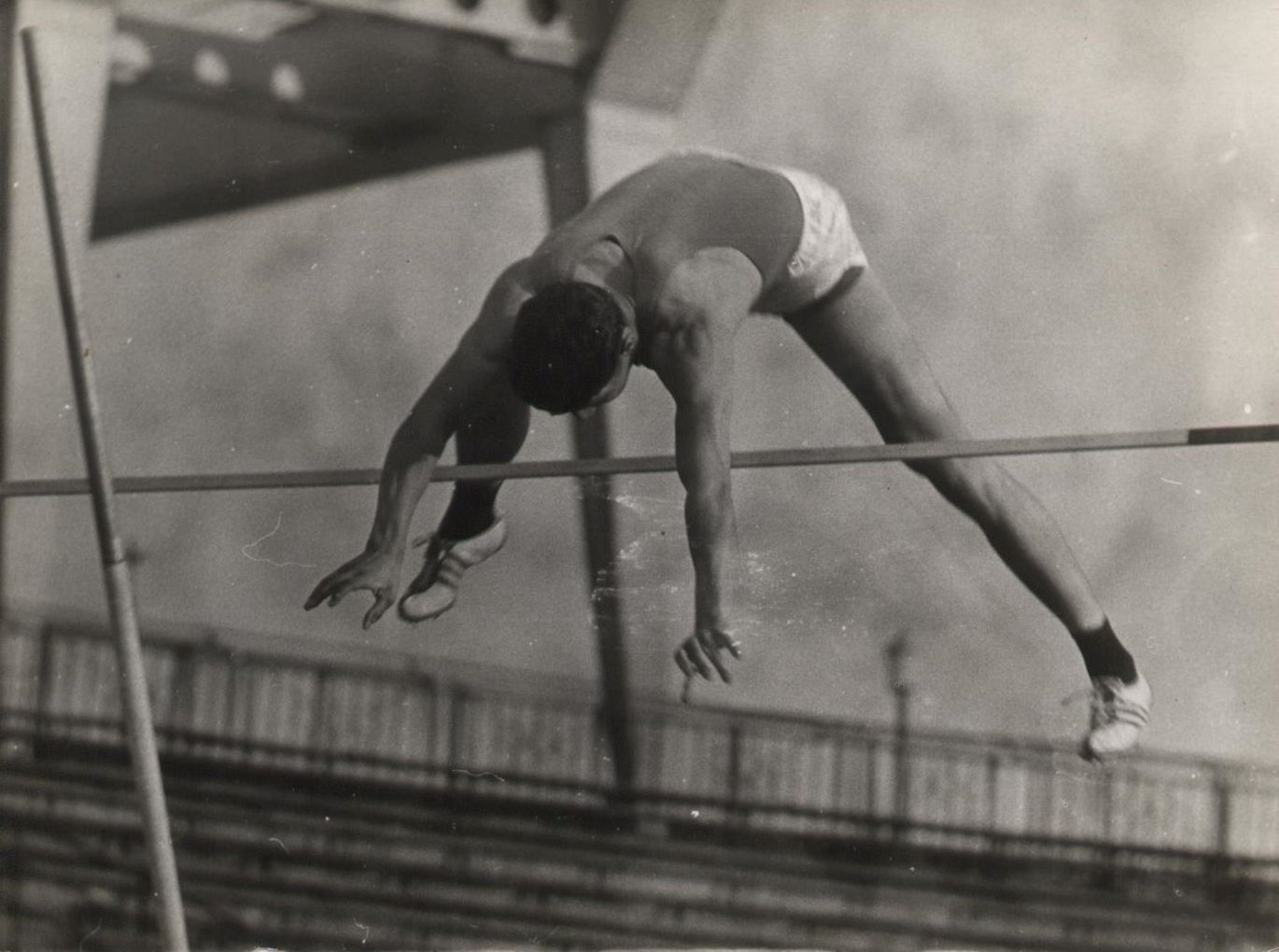
1959-ben egy versenyen

A nemzetek közötti atlétikai viadalokon minden atlétikai számban két válogatott atléta versenyzett a másik ország két legjobb atlétájával. A csapatban sprinterek, közép- és hosszútávfutók, távol-, magas-, hármas- és rúdugrók, súlylökők, gerelyhajítók, diszkosz- és kalapácsvetők szerepeltek. Eredményeiket a Nemzetközi Atlétikai Szövetség táblázata alapján pontokba számították át. A csapat összteljesítménye van zárójelbe téve a következő felsorolásban. Rúdugrásban 1957-től mindig Miskei János (Bp. Honvéd) volt Horváth János csapattársa.
1957
- június 17-18. Görögország–Magyarország, Athén (85–95)
- július 18-19. Finnország–Magyarország, Helsinki (119–93)
- szeptember 13-14. Csehszlovákia–Magyarország, Prága (104–108)

1958.
- július 13-14. Ukrajna–Magyarország, Kijev (99–104)
- szeptember 6-7. Magyarország–Csehszlovákia, Budapest (99–112)
- október 4-5. NSZK–Magyarország, Saarbrücken (112–100)

1959
- június 20-21. Magyarország–Ukrajna, Budapest (102–90)
- augusztus 4-5. Finnország–Magyarország, Helsinki (90–121)
- szeptember 12-13. Csehszlovákia–Magyarország, Ostrava (107–104)

1960
- július 10. NDK–Magyarország, Rostock (110-91)
- augusztus 13-14. Magyarország–Csehszlovákia, Budapest (112–98)
- szeptember 24-25. Svédország–Magyarország, Stockholm (107–105)

1961
- augusztus 5-7. Nagy-Britannia–Magyarország, London (110–102)
- szeptember 16-17 Csehszlovákia–Magyarország, Brno (101.5–108.5)
- szeptember 30-október 1. Magyarország–Svédország, Budapest (110–102)
- október 7-8. NSZK–Magyarország, Augsburg (119.5–92.5)

1962
- július 25-26. Görögország–Magyarország, Athén (84–125)
- augusztus 18-19. Hármas viadal Tatabányán: Magyarország–Csehszlovákia (99–113); Magyarország–Ukrajna (101–111)

## Emlékezete
Sírhelye az újpesti Megyeri úti temetőben van.